# 和田正道
和田 正道（わだ まさみち、1947年6月17日 - ）は日本中央競馬会（JRA）・美浦トレーニングセンター北に所属していた元調教師。父は有限会社和田牧場の代表者である和田正輔、長男は調教師の和田正一郎。獣医師の免許も所持している。

## 来歴
1978年、美浦・野平祐二厩舎所属の調教助手となる。
1982年、調教師免許を取得する。
1983年、厩舎を開業する。3月12日、初出走となった中山競馬場での第7競走は、スーパーモーメントが15着となる。5月7日に新潟競馬場での第7競走でスーパーモーメントが勝利し、のべ14頭目で初勝利を挙げる。
1987年、中山牝馬ステークスをカツダイナミックが制し、重賞初勝利を挙げる。
1997年、2月19日に管理馬が地方競馬で初出走し、3月4日に管理馬が地方競馬で初勝利を挙げる。この年にデビューした穂苅寿彦騎手が厩舎に所属となる。
2004年、JRAの短期騎手免許を取得したセバスチャン・サンダースの身元引受調教師となる。2004年度の優秀調教師賞と優秀厩舎スタッフ賞を受賞した。
2018年2月28日付けで定年の為、調教師を引退した。引退後は実家である和田牧場の場長となり、競走馬の育成を行っている。2020年にはJRAの馬主として「水色、白星散、袖白一本輪」の勝負服で和田正一郎厩舎からモンギンゴーという馬を出走させているが、中央未勝利のまま他馬主に名義変更されている。

## 調教師成績
|                        | 日付          | 競馬場・開催  | 競走名     | 馬名               | 頭数 | 人気 | 着順 |
| ---------------------- | ------------- | ------------- | ---------- | ------------------ | ---- | ---- | ---- |
| 初出走                 | 1983年3月12日 | 2回中山5日7R  | 4歳400万下 | スーパーモーメント | 16頭 | 3    | 15着 |
| 初勝利                 | 1983年5月7日  | 1回新潟5日7R  | 野苺賞     | スーパーモーメント | 13頭 | 4    | 1着  |
| 重賞初出走・GI級初出走 | 1983年4月17日 | 3回中山8日10R | 皐月賞     | カツトップメーカー | 20頭 | 11   | 9着  |
| 重賞初勝利             | 1987年3月1日  | 2回中山2日11R | 中山牝馬S  | カツダイナミック   | 11頭 | 7    | 1着  |

### おもな管理馬
- カツダイナミック（1987年中山牝馬ステークス）
- ロータリーザハレー（1987年タマツバキ記念）
- レイクブラック（1988年福島記念）
- フジノスラッガー（1995年中山大障害〈秋〉）
- プロモーション（1997年クイーンステークス）アドマイヤメインの母
- ゴッドオブチャンス（2002年京王杯スプリングカップ）
- ディバインシルバー（2003年クラスターカップ、2004年黒船賞、北海道スプリントカップ、全日本サラブレッドカップ）
- カズサライン（2005年ファルコンステークス）
- トップガンジョー（2006年エプソムカップ、新潟記念）
- ワイルドシャウト（2006年テレビ愛知オープン1着、CBC賞2着）
- ギルティストライク（2010年東京ジャンプステークス）
- アースサウンド（2012年オーバルスプリント）
- クインズミラーグロ（2015年紫苑ステークス1着〈オープン特別〉、2017年マーメイドステークス2着、2018年小倉大賞典2着）

### 表彰
- 優秀調教師賞（関東。2004年）

## おもな厩舎所属者
※太字は門下生。括弧内は厩舎所属期間と所属中の職分。
- 上原博之（1983年-1993年 調教助手）
- 新開幸一（1993年-2010年 調教助手）
- 穂苅寿彦（1998年-2008年 騎手）
- 尾関知人（2000年-2002年 調教助手）
- 和田正一郎（2002年-2009年 調教助手）
- 西村太一（2010年-2018年 騎手）

## エピソード
- 2007年の馬インフルエンザ騒動中に日刊スポーツの取材に対して、騒ぎ過ぎと苦言を呈している。学級閉鎖を例に出す意見に対しては、仔馬と成馬は区別して考えるべきと主張した。